# مزرعة محمد علي كوشا (رودبار)
مزرعة محمد علي کوشا (بالإنجليزية: Mazraeh-ye Mohammad Ali Kusha)‏ هي مستوطنة تقع في إيران في قسم رودبار الريفي.